# Grand'ordine della regina Jelena
Il Grand'ordine della regina Elena è un'onorificenza concessa dalla repubblica di Croazia. Esso è il secondo ordine statale di benemerenza.

## Storia
L'Ordine è stato fondato il 1º aprile 1995 ed è dedicato a Elena di Zara (Jelena Slavna in croato), regina croata del X secolo.

## Classi
L'Ordine dispone dell'unica classe di Cavaliere/Dama di Gran Croce.

## Assegnazione
L'Ordine è conferito a funzionari statali altamente ordinati e funzionari stranieri civili e militari per premiare:
- contributi alla reputazione internazionale e allo status della Repubblica di Croazia;
- contributi eccezionali all'indipendenza e all'integrità della Repubblica di Croazia, allo sviluppo e alla costruzione della stessa;
- contributi personali eccezionali allo sviluppo delle relazioni tra la Croazia e il popolo croato e altri paesi e popoli;
- contributi eccezionali nella formulazione della strategia e della dottrina militare;
- meriti nello sviluppo delle forze armate croate e meriti particolari nella leadership e nella padronanza delle stesse.[1]

## Insegne
- La medaglia dell'ordine consiste in un trifoglio croato blu bordato d'oro. Il trifoglio è sormontato da una corona simile a quella presente sulla bandiera nazionale (composta dagli scudi delle regioni comprese nello stato di Croazia) con le parole "KRALJICE JELENE" alla base.
- La stella dell'ordine riprende le forme della medaglia ma è montata su una stella raggiante d'oro e d'argento.
- Il nastro è un tricolore rosso, bianco e blu con le due fasce laterali caricate di due fasce gialle.

## Insigniti notabili

### Insigniti stranieri
- 2017 - Mozah bint Nasser al-Missned - Sceicca del Qatar
- 2013 - Silvia Sommerlath - Regina di Svezia
- 2011 - Sonja Haraldsen - Regina di Norvegia
- 2008 - Yasuo Fukuda[2][3]
- 2007 - Mikuláš Dzurinda
- 2007 - Wolfgang Schüssel
- 2006 - Gerhard Schröder[4]
- 2006 - Helmut Kohl
- 2006 - Josep Borrell Fontelles
- 2006 - Wilfried Martens
- 2006 - Hans-Gert Pöttering
- 2003 - Henri de Laborde de Monpezat[5]
- 2002 - József Antall
- 2000 - Madeleine Albright
- 1995 - Madre Teresa di Calcutta
- 1995 - Alija Izetbegović[6]
- 1995 - Krešimir Zubak

### Insigniti croati
- 2008 - Luka Bebić[7]
- 2008 - Ivo Sanader[7]
- 2008 - Josip Manolić[7]
- 2008 - Ivica Račan[8] (postumo)
- 1998 - Franjo Kuharić